# 급진적 기독교
급진적 기독교(radical Christianity)란 실천신학상의 다양한 운동과 행동을 아우르는 말이다. 개인적 반성과 행동을 통한 기독교적 제자도의 근본 진실에 대한 방향전환을 수반한다.